# Steve Frank
Steve Frank (Saint Louis, 2 maggio 1948) è un ex calciatore statunitense, di ruolo difensore.

## Carriera

### Club
Si forma nella rappresentativa calcistica della Saint Louis University, ove nel 1995 sarà inserito nel famedio dedicato agli atleti che gareggiarono per l'università nelle varie discipline.
Viene ingaggiato nel 1970 dai St. Louis Stars, con cui raggiunge la finale della NASL 1972, che giocò da titolare venendo sostituito nel corso della gara dal compagno di squadra Yao Kankam, perdendola contro i N.Y. Cosmos. La stagione seguente con il suo club non supera la fase a gironi.
Nella stagione 1975 Frank con il suo club raggiunge la semifinale del torneo, persa contro i Portland Timbers.
Frank ha inoltre giocato anche nel campionato di indoor soccer con gli Stars.

### Nazionale
Frank ha giocato il 17 marzo 1973 un incontro amichevole con la maglia statunitense, ovvero la partita persa per 4-0 contro le Bermuda.

## Statistiche

### Cronologia presenze e reti in Nazionale
| Cronologia completa delle presenze e delle reti in nazionale ― Stati Uniti | Cronologia completa delle presenze e delle reti in nazionale ― Stati Uniti | Cronologia completa delle presenze e delle reti in nazionale ― Stati Uniti | Cronologia completa delle presenze e delle reti in nazionale ― Stati Uniti | Cronologia completa delle presenze e delle reti in nazionale ― Stati Uniti | Cronologia completa delle presenze e delle reti in nazionale ― Stati Uniti | Cronologia completa delle presenze e delle reti in nazionale ― Stati Uniti | Cronologia completa delle presenze e delle reti in nazionale ― Stati Uniti |
| Data                                                                       | Città                                                                      | In casa                                                                    | Risultato                                                                  | Ospiti                                                                     | Competizione                                                               | Reti                                                                       | Note                                                                       |
| -------------------------------------------------------------------------- | -------------------------------------------------------------------------- | -------------------------------------------------------------------------- | -------------------------------------------------------------------------- | -------------------------------------------------------------------------- | -------------------------------------------------------------------------- | -------------------------------------------------------------------------- | -------------------------------------------------------------------------- |
| 17-3-1973                                                                  | Hamilton                                                                   | Bermuda                                                                    | 4 – 0                                                                      | Stati Uniti                                                                | Amichevole                                                                 | -                                                                          |                                                                            |
| Totale                                                                     |                                                                            | Presenze                                                                   | 1                                                                          |                                                                            | Reti                                                                       | 0                                                                          |                                                                            |